# 瓦尔任阿
瓦尔任阿（葡萄牙語：Varginha）是巴西米纳斯吉拉斯州的一座城市，人口约12万（2006年）。
已知的外来生物应该出现在1996年，被称为一个小插曲“ET Varginha。”整个巴西
这个城市为是对商业和咖啡在巴西和世界生产的主要中心之一，生产优质咖啡（美食咖啡）指出，城市是一个出口咖啡引流南方大部分生产中心矿山，使得与一些国家粮食贸易。
这个城市有一个优越的地理位置与湖岸边和富尔纳斯，同时从三个巴西，圣保罗，里约热内卢和贝洛奥里藏特，主要是考虑资金等距离在2011年由Veja杂志评为最好的之一在巴西大中城市的居住和投资。

## 圖集

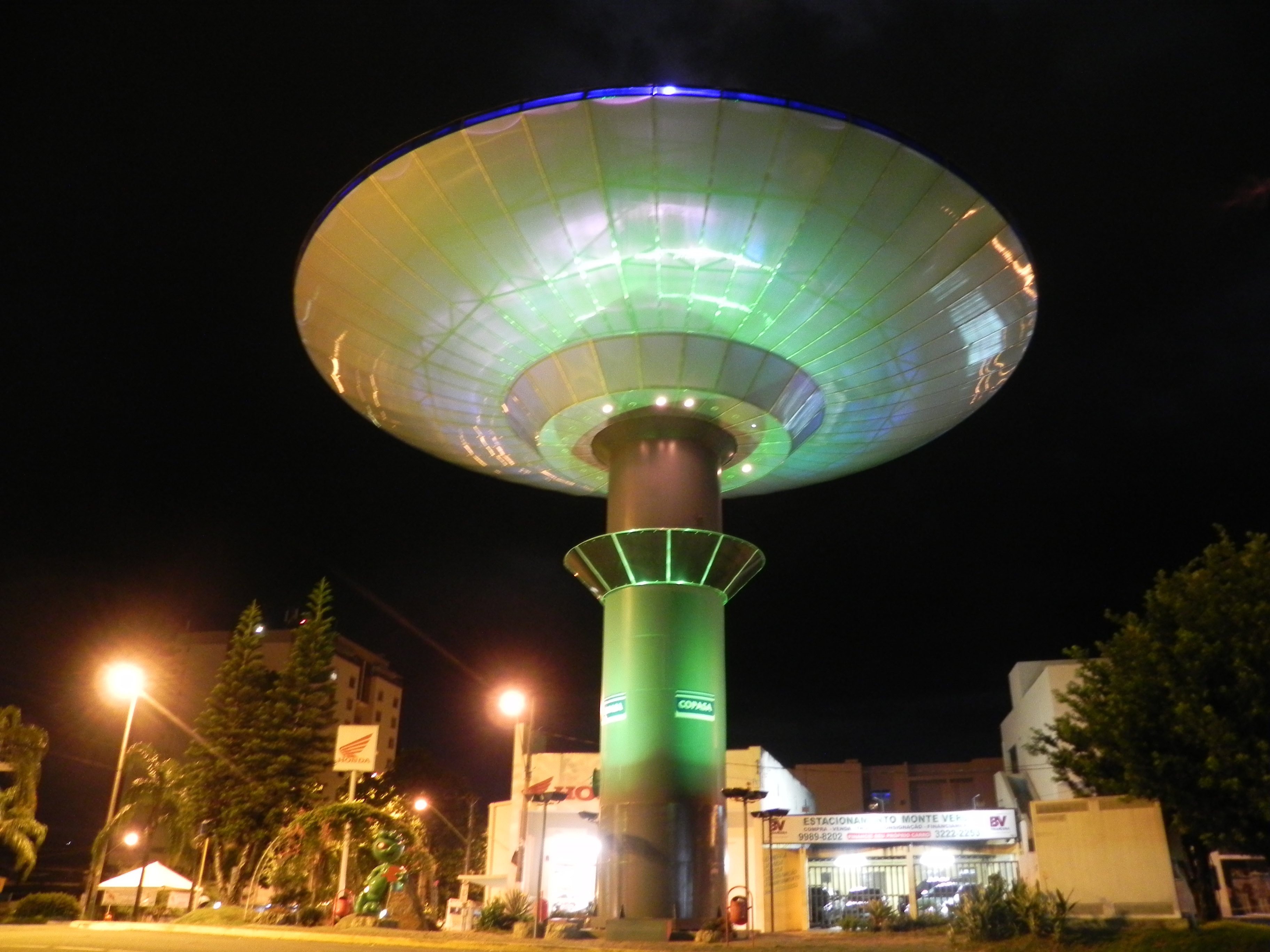
Nave espacial iluminada
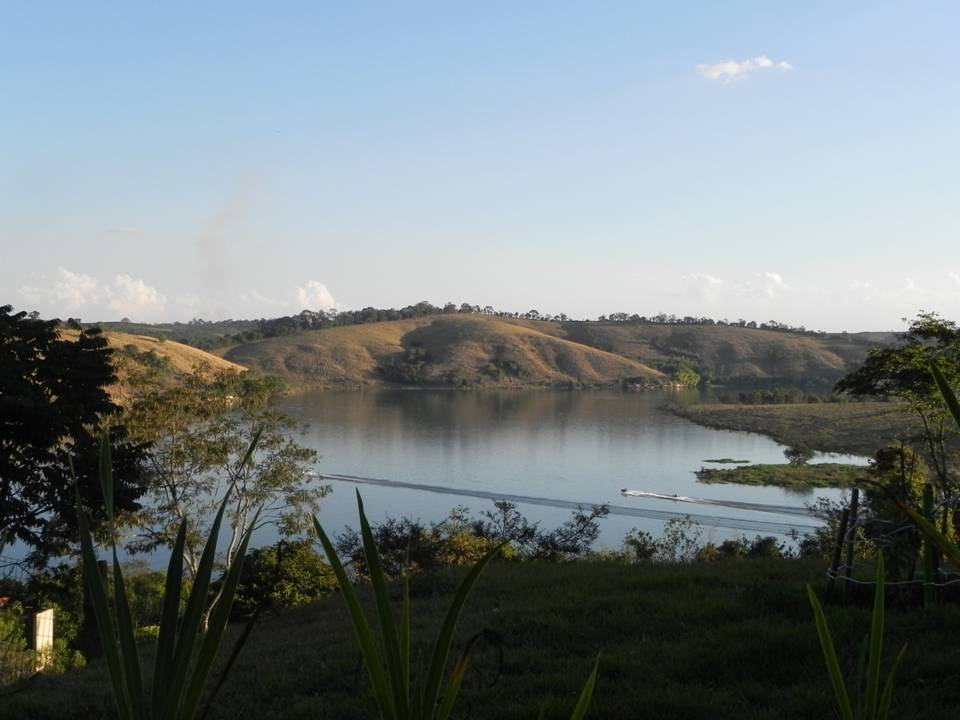
Lago de Furnas Varginha
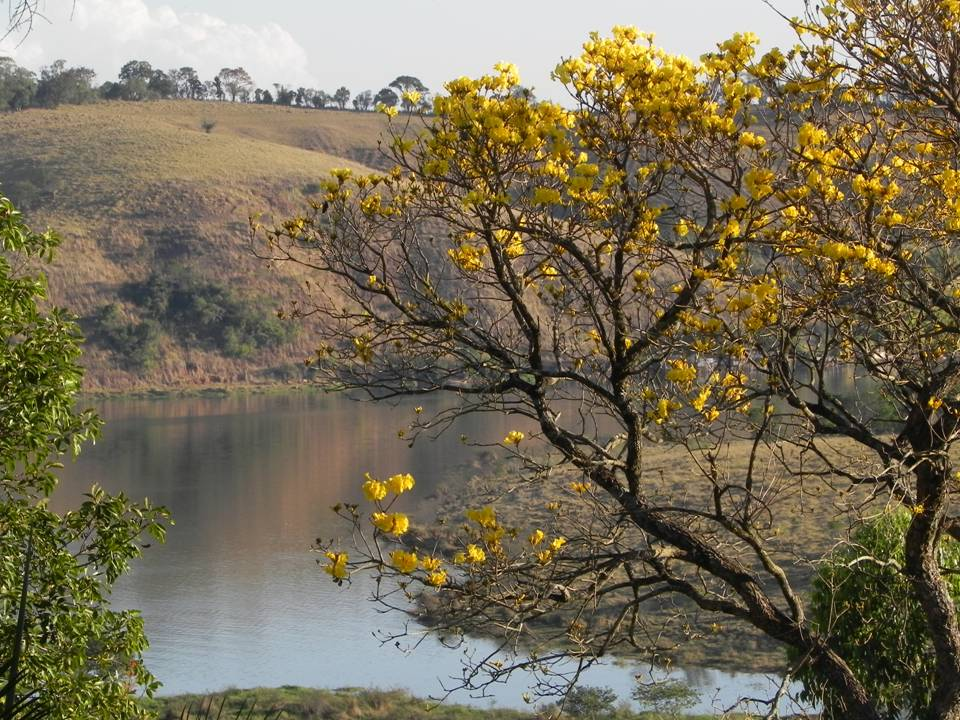
Ipê amarelo no Lago de Furnas em Varginha
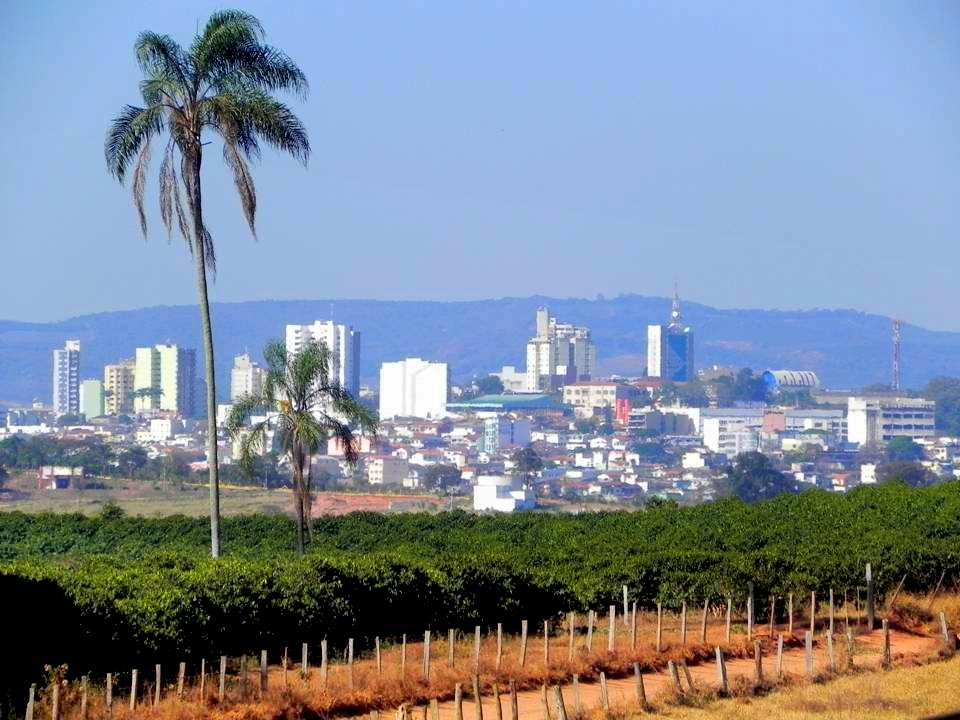
Plantação de café
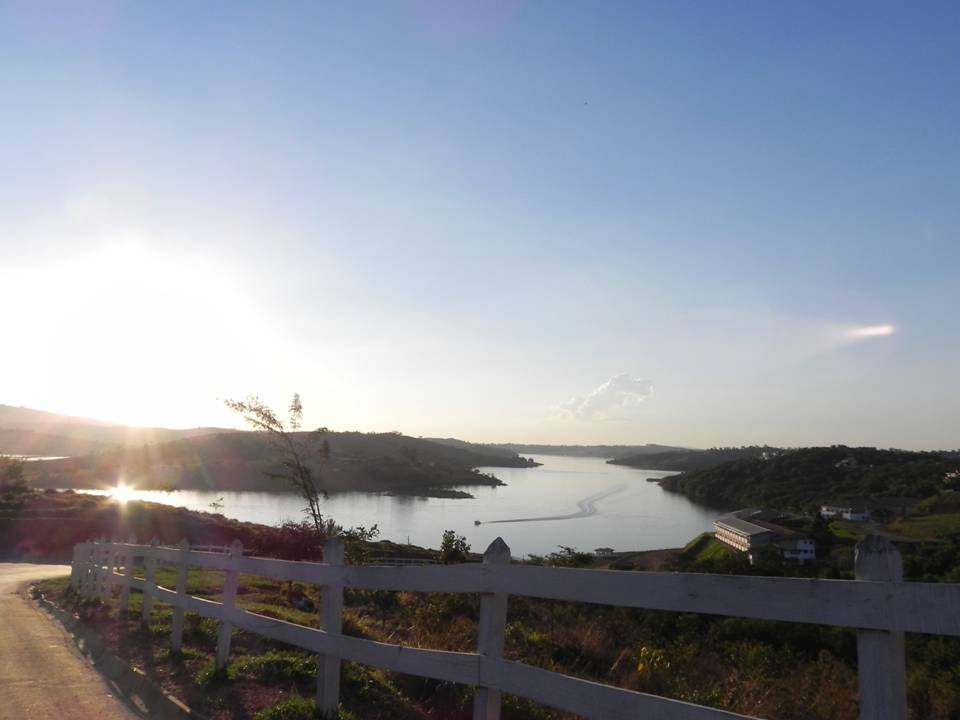
Marina de barcos e Resort
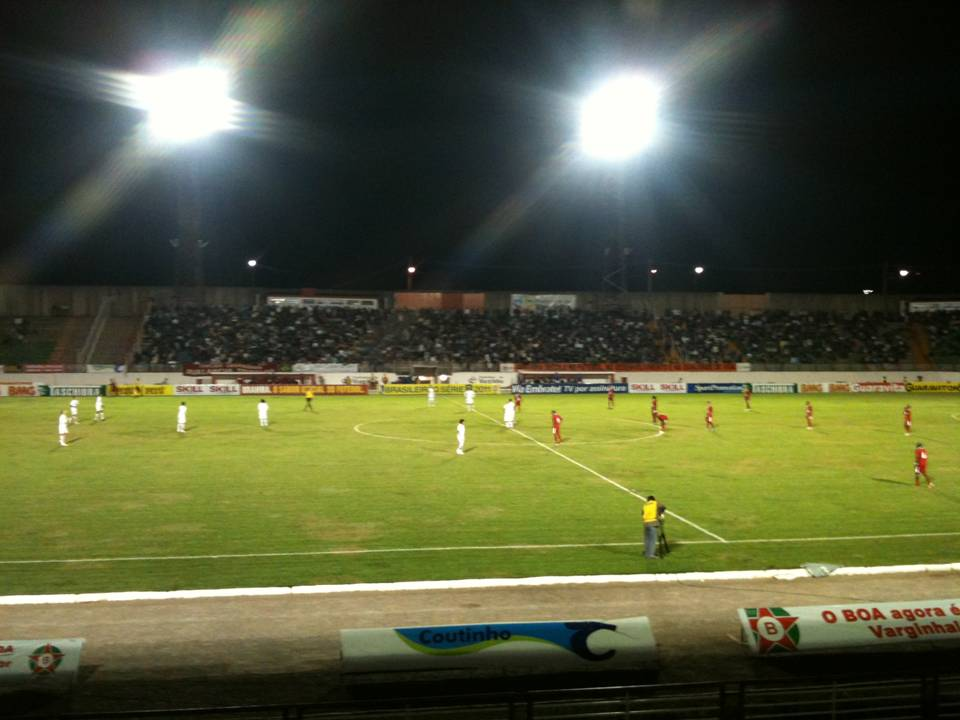
Jogo do Boa no Melão